# Euphyia subtrita
Euphyia subtrita là một loài bướm đêm trong họ Geometridae.